# Mark Johnson (lední hokejista)
Mark Johnson (* 22. září 1957 v Minneapolis, Minnesota, USA) je bývalý americký hokejový reprezentant, který nastupoval také jedenáct sezon v NHL.

## Hráčská kariéra
Do roku 1979 hrál za Wisconsinskou univerzitu. Sezonu 1979/80 dohrál po olympijském triumfu z Lake Placid v dresu klubu NHL Pittsburgh Penguins, který jej draftoval v roce 1977. V průběhu ročníku 1981/82 byl vyměněn do Minnesota North Stars. Od další sezony nastupoval za Hartford Whalers. V sezoně 1983/84 si vysloužil nominaci do utkání hvězd NHL a od jejího začátku působil jako kapitán Whalers. V závěru ročníku 1984/85 byl vyměněn a sezonu dohrál v St. Louis Blues. V letech 1985–90 byl členem týmu New Jersey Devils. V roce 1990 posílil HC Milán v italské lize (získal s ním mistrovský titul 1991) a v po přestupu v úvodu své poslední sezony 1991/92 za EK Zell am See dohrál svoji profesionální kariéru v rakouské nejvyšší soutěži.
V roce 2011 byl jedním z laureátů Lester Patrick Trophy za přínos hokeji v USA.

## Reprezentační kariéra
Útočník debutoval za reprezentaci v přípravě na olympijský turnaj 1976 v Innsbrucku, ale na turnaj nominován nebyl. O čtyři roky později na Olympijských hrách v Lake Placid byl nejproduktivnějším hráčem mužstva, které bylo poskládáno z hráčů z univerzit a kterému se podařilo vybojovat šokující zlaté medaile po vítězství nad silným výběrem Sovětského svazu. Dodnes je tento výsledek považován za jeden z nejpřekvapivějších v dějinách hokeje (označovaný jako Zázrak na ledě) a Johnson v rozhodujícím utkání vstřelil dvě branky.
Reprezentoval také na mistrovství světa v letech 1978, 1979, 1981, 1982, 1985, 1986, 1987 a 1990. Byl součástí amerického výběru na Kanadských pohárech v letech 1981, 1984 a 1987. V roce 1998 navlékl spolu s dalšími bývalými hráči NHL (například Joe Mullen či spoluhráč z Lake Placid Neal Broten) dres USA v kvalifikačním turnaji, aby pomohl zabránit blamáži v podání sestupu z mistrovství světa.
Dvakrát zastával na mistrovství světa funkci asistenta trenéra, v letech 2000 a 2002. Od roku 2006 je trenérem ženské reprezentace, kterou dovedl například ke stříbru na olympijských hrách 2010 ve Vancouveru.
V roce 1999 byl uveden do Síně slávy IIHF.

## Trenérská kariéra
Kromě zmíněného účinkování u americké mužské i ženské reprezentace vedl i celek Madison Monsters (CoHL, sezona 1995/96) a od roku 1996 působí u týmu wisconsinské univerzity – do roku 2002 jako asistent a poté jako hlavní trenér.

## Rodina
Jeho otec byl hokejový trenér Bob Johnson a vedl jej v přípravě na OH 1976. Hokej za univerzitu hrál i bratr Peter – účastník mistrovství světa 1982 či juniorského šampionátu o tři roky dříve.
Hokeji se věnovali i oba synové, ale pouze na univerzitní úrovni.

## Zajímavost
O olympijském triumfu v Lake Placid 1980 byl v roce 2004 natočen film, ve kterém Johnsona hrál Eric Peter-Kaiser.

## Ocenění a úspěchy
- 1984 NHL – All-Star Game

## Prvenství
- Debut v NHL – 2. března 1980 (Pittsburgh Penguins proti New York Islanders)
- První asistence v NHL – 9. března 1980 (Detroit Red Wings proti Pittsburgh Penguins)
- První gól v NHL – 23. března 1980 (Winnipeg Jets proti Pittsburgh Penguins, finskému brankáři Markus Mattsson)
- První hattrick v NHL – 12. února 1983 (New York Islanders proti Hartford Whalers)

## Klubové statistiky
| Sezóna     | Klub                  | Soutěž     |     | Základní část | Základní část | Základní část | Základní část | Základní část |    | Play off | Play off | Play off | Play off | Play off |
| Sezóna     | Klub                  | Soutěž     | Z   | G             | A             | B             | TM            | Z             | G  | A        | B        | TM       |          |          |
| 1975/76    | Madison Memorial High | USHS       | 30  | 65            | 56            | 121           | —             | —             | —  | —        | —        | —        |          |          |
| 1976/77    | Univerzita Winconsin  | NCAA       | 43  | 36            | 44            | 80            | 16            | —             | —  | —        | —        | —        |          |          |
| 1977/78    | Univerzita Winconsin  | NCAA       | 42  | 48            | 38            | 86            | 24            | —             | —  | —        | —        | —        |          |          |
| 1978/79    | Univerzita Winconsin  | NCAA       | 40  | 41            | 49            | 90            | 34            | —             | —  | —        | —        | —        |          |          |
| 1979/80    | Pittsburgh Penguins   | NHL        | 17  | 3             | 5             | 8             | 4             | 5             | 2  | 2        | 4        | 0        |          |          |
| 1980/81    | Pittsburgh Penguins,  | NHL        | 73  | 10            | 23            | 33            | 50            | 5             | 2  | 1        | 3        | 6        |          |          |
| 1981/82    | Pittsburgh Penguins   | NHL        | 46  | 10            | 11            | 21            | 30            | —             | —  | —        | —        | —        |          |          |
| 1981/82    | Minnesota North Stars | NHL        | 10  | 2             | 2             | 4             | 10            | 4             | 2  | 0        | 2        | 0        |          |          |
| 1982/83    | Hartford Whalers      | NHL        | 73  | 31            | 38            | 69            | 28            | —             | —  | —        | —        | —        |          |          |
| 1983/84    | Hartford Whalers      | NHL        | 79  | 35            | 52            | 87            | 27            | —             | —  | —        | —        | —        |          |          |
| 1984/85    | Hartford Whalers      | NHL        | 49  | 19            | 28            | 47            | 21            | —             | —  | —        | —        | —        |          |          |
| 1984/85    | St. Louis Blues       | NHL        | 17  | 4             | 6             | 10            | 2             | 3             | 0  | 1        | 1        | 0        |          |          |
| 1985/86    | New Jersey Devils     | NHL        | 80  | 21            | 41            | 62            | 16            | —             | —  | —        | —        | —        |          |          |
| 1986/87    | New Jersey Devils     | NHL        | 68  | 25            | 26            | 51            | 22            | —             | —  | —        | —        | —        |          |          |
| 1987/88    | New Jersey Devils     | NHL        | 54  | 14            | 19            | 33            | 14            | 18            | 10 | 8        | 18       | 4        |          |          |
| 1988/89    | New Jersey Devils     | NHL        | 40  | 13            | 25            | 38            | 24            | —             | —  | —        | —        | —        |          |          |
| 1989/90    | New Jersey Devils     | NHL        | 63  | 16            | 29            | 45            | 12            | 2             | 0  | 0        | 0        | 0        |          |          |
| 1990/91    | HC Milano             | ITA        | 36  | 32            | 45            | 77            | 15            | 10            | 7  | 16       | 23       | 6        |          |          |
| 1991/92    | HC Milano             | ITA        | 2   | 1             | 3             | 4             | 0             | —             | —  | —        | —        | —        |          |          |
| 1991/92    | EK Zell am See        | AUT        | 33  | 23            | 49            | 72            | 14            | —             | —  | —        | —        | —        |          |          |
| Celkem NHL | Celkem NHL            | Celkem NHL | 669 | 203           | 305           | 508           | 260           | 37            | 16 | 12       | 28       | 10       |          |          |

## Reprezentace
| Rok                       | Tým                       | Soutěž                    | Z  | G  | A  | B  | TM |
| ------------------------- | ------------------------- | ------------------------- | -- | -- | -- | -- | -- |
| 1978                      | USA                       | MS                        | 10 | 0  | 2  | 2  | 0  |
| 1979                      | USA                       | MS                        | 2  | 0  | 0  | 0  | 0  |
| 1980                      | USA                       | OH                        | 7  | 5  | 6  | 11 | 6  |
| 1981                      | USA                       | MS                        | 5  | 0  | 2  | 2  | 2  |
| 1981                      | USA                       | KP                        | 6  | 1  | 3  | 4  | 2  |
| 1982                      | USA                       | MS                        | 7  | 1  | 1  | 2  | 6  |
| 1984                      | USA                       | KP                        | 6  | 2  | 3  | 5  | 0  |
| 1985                      | USA                       | MS                        | 10 | 4  | 1  | 5  | 6  |
| 1986                      | USA                       | MS                        | 10 | 5  | 3  | 8  | 10 |
| 1987                      | USA                       | MS                        | 10 | 3  | 6  | 9  | 8  |
| 1987                      | USA                       | KP                        | 5  | 0  | 1  | 1  | 0  |
| 1990                      | USA                       | MS                        | 9  | 2  | 3  | 5  | 2  |
| Seniorská kariéra celkově | Seniorská kariéra celkově | Seniorská kariéra celkově | 87 | 23 | 31 | 54 | 42 |